# Bas 90

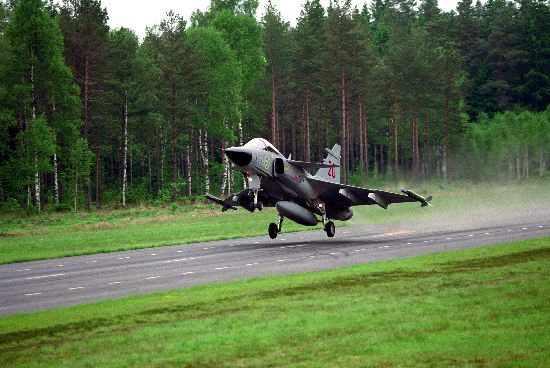
JAS 39 Gripen lyfter från en kortbana belägen längs allmän väg

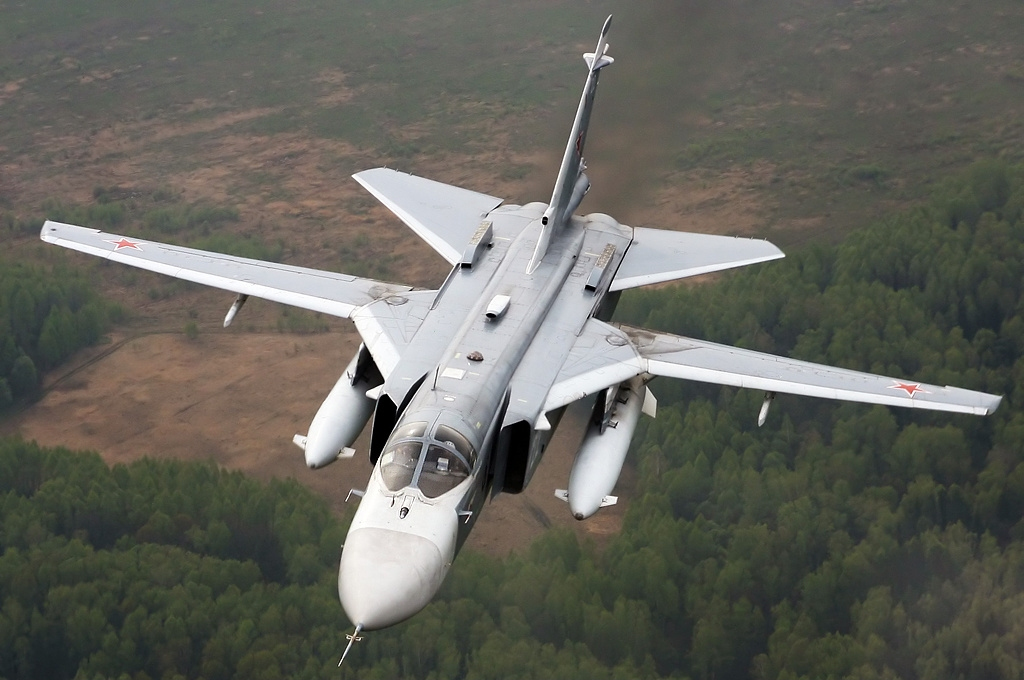
Attackflygplan som Su-24 blev ett nytt hot mot flygbaser under 1970- och 1980-talet

Bas 90 (Flygbassystem 90) var ett flygbassystem för det svenska flygvapnet som togs fram under kalla kriget för att vidareutveckla Bas 60-systemet. Precis som Bas 60 byggde Bas 90 på defensiv spridning av flygstridskrafter över många krigsflygbaser i händelse av krig, såväl som spridning av flygplan och markenheter inom individuella basområden. Planen var att sprida ut flygenheterna så att en division (8–12 flygplan) skulle vara stationerad per bas. Systemet var en skyddsåtgärd mot kärnvapen och flyganfall med syfte att göra det svårt för en motståndare att bekämpa det svenska flygvapnet på marken, och därmed utöka uthålligheten för flygvapnet i händelse av krig.

## Historik
Israels anfall på det egyptiska flygvapnet under inledningen av Sexdagarskriget 1967 (Operation Focus), där man lyckades slå ut majoriteten av de egyptiska flygplanen medan de var på marken, bekräftade värdet i det svenska spridningskonceptet men visade samtidigt att systemet behövde förbättras. Den ökande räckvidden och precisionen hos mindre attackflygplan (exempelvis Su-24) samt introduktionen av klusterbomber och banpenetrerande bomber särskilt avsedda för bekämpning av flygbaser var ytterligare anledning att förbättra systemet. Bas 60 hade primärt byggts kring kärnvapenhotet.
Bas 90 togs fram under 1970-talet och utbyggnaden påbörjades under 1980-talet. Den huvudsakliga förbättringen i Bas 90 var att göra flygbaserna mindre sårbara för konventionella flyganfall genom att göra basen rörligare, vilket innebar att fler rullbanor byggdes inom ett basområde samt att markförbanden fick ökad rörlighet. Även kommunikationstekniken uppdaterades.
Målsättningen var att det skulle finnas ungefär 200 rullbanor av olika slag för militärt bruk över hela Sverige. Detta inkluderade baser som inte skulle byggas ut till Bas 90 standard, reservvägbaser från Bas 60-systemet och utvalda civila flygplatser. Själva baserna ingick i så kallade flygbasgrupper. En flygbasgrupp bestod av en huvudbas (byggd eller planerad att byggas ut till Bas 90) och en eller flera sidobaser och reservbaser.

## I fredstid
I fredstid var flygdivisionerna stationerade vid sina respektive flygflottiljer och omgruppering till krigsflygbas skulle ske först när hotbilden ökade. Men många av flygflottiljerna fungerade också som krigsflygbaser och vissa flottiljer byggdes därför också ut till Bas 90. Krigsflygbaserna var enbart bemannade av en mindre bastropp i fredstid och den fulla basbataljonen bemannades inte förrän vid mobilisering (utom vid vissa övningar), eftersom förbanden till största delen utgjordes av värnpliktiga. Bassystemet var därmed aldrig fullt aktivt under perioden det existerade, liksom resten av den svenska försvarsmakten under kalla kriget och perioden därefter.

## Huvudbasens uppbyggnad
|  | Huvudbana (H) och kortbanor (B, C, D) |
|  | Allmän väg                            |
|  | Flygplansplattor                      |
|  | Flygplansplatser                      |
|  | KC, Kommandocentralen                 |
|  | BasC, Bascentralen                    |

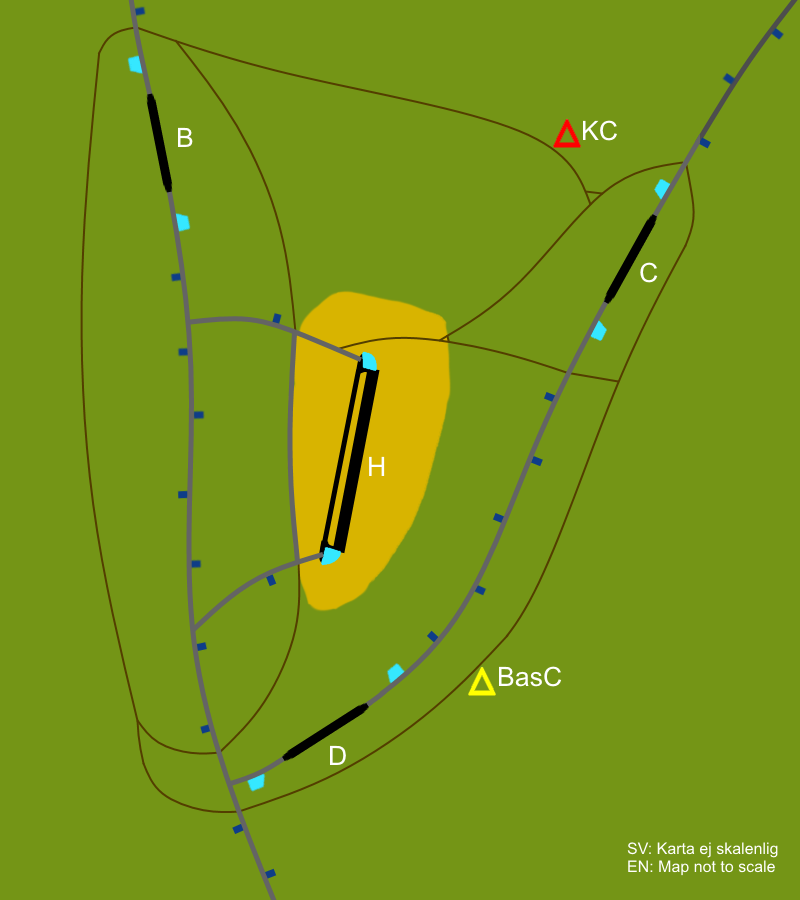
Typisk utformning av en Bas 90-bas (ej skalenlig)

Bas 90-baser byggdes främst från existerande Bas 60-baser. Det nya bassystemet krävde utökad infrastruktur och nya fortifikationer. Den nya utformningen av baserna betydde att en bas effektiva storlek uppgick till 20-40 kvadratkilometer, inklusive omkringliggande terräng som behövde bevakas och försvaras.

### Huvudbana
Huvudbanan behölls från Bas 60-systemet och var en landningsbana med en längd på 2000–2300 meter och en bredd av 30–40 meter, med en taxibana parallellt med huvudbanan.
Huvudbanan benämndes Helge (H), enligt det svenska fonetiska alfabetet.

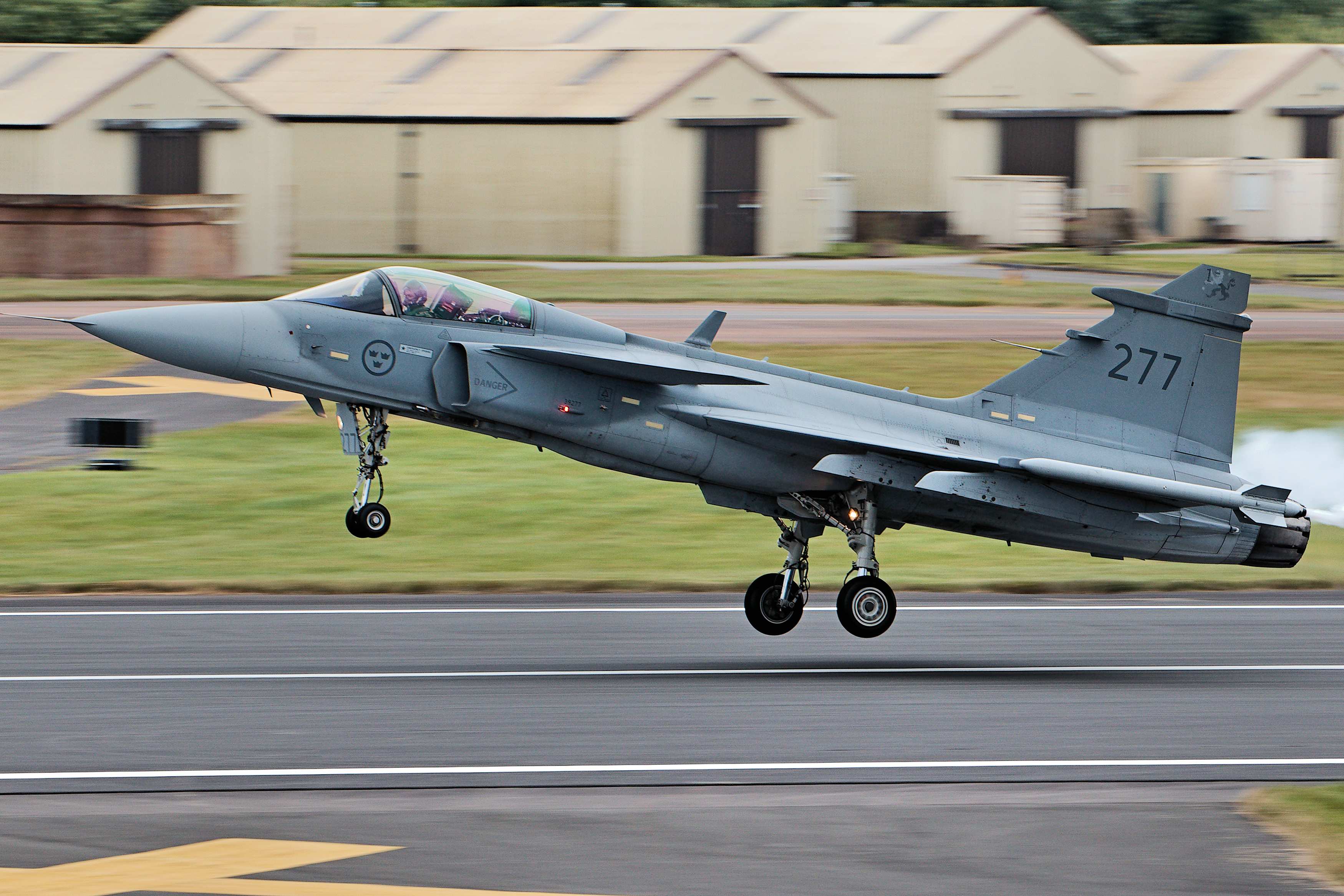
Viggens och Gripens STOL-kapacitet minskade behovet av längre rullbanor

### Kortbanor
För att flygplan inte skulle hindras från att verka från en bas efter ett fientlig flyganfall mot den byggdes kortbanor som alternativa rullbanor i anslutning till basen. Vanligtvis byggdes 2–3 kortbanor per bas. I likhet med reservvägbaserna i Bas 60-systemet byggdes ofta dessa banor längs allmän väg. Dock hade kortbanorna andra dimensioner jämfört med reservvägbaserna; en kortbana var 800 meter i längd och 17 meter i bredd jämfört med de äldre reservvägbaserna som var 1 500–2 000 meter i längd och 12 meter i bredd. Användning av kortare banor var möjligt tack vare Viggens (och senare Gripens) STOL-kapacitet. Också till skillnad från reservvägbaserna var att kortbanorna byggdes relativt nära och med direkt anslutning till huvudbasen, med samtliga banor sammanslutna via taxivägar som ofta också bestod av allmän väg som integrerats i basens infrastruktur. Detta betydde att en Bas 90-bas totalt sett hade flera kilometer av taxivägar. Användning av kortbanorna begränsades av mörker och dåligt väder och skulle främst användas om huvudbanan inte var tillgänglig.
Kortbanorna benämndes Bertil (B), Cesar (C), David (D), och så vidare enligt det svenska fonetiska alfabetet. Benämningen skedde i ordning från norr till söder.

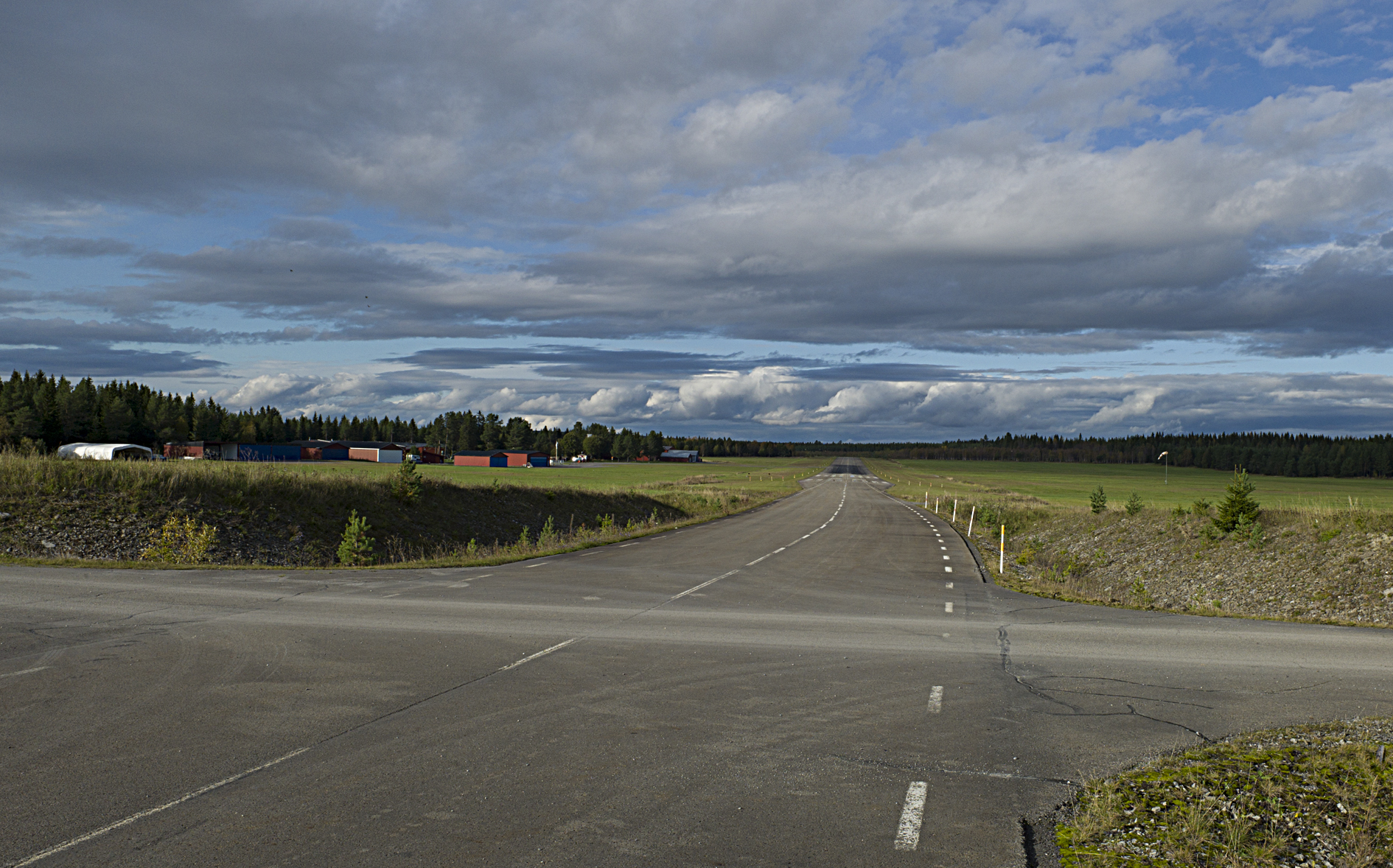
Kortbana tillhörande Optand flygbas – notera hur vägen blir bredare

### Flygplansplatser
Jämfört med Bas 60 spreds flygplansplatserna ut ännu mer i Bas 90. Individuella flygplansplatser spreds ut över hela basområdet, separerade med upp till 500 meters mellanrum. Mellan 20 och 40 flygplansplatser fanns på en bas, vilket var mer än antalet flygplan som skulle stationeras på en bas. Detta var för att man skulle kunna variera flygplansuppställning över tiden. Efter landning på basen möttes ett plan upp av en motorcykelburen flygplansvägvisare som visade vägen till en ledig flygplansplats där en klargöringstropp väntade. All förflyttning av flygplan mellan startbanor och flygplansplatser skedde för egen maskin, endast rangeringen in på flygplansplatsen krävde bogsering. Flygplansplatsen var vanligen en kvadratisk asfalterad yta i anslutning till en allmän väg som tjänade som taxiväg till huvudbanan och kortbanor. Beroende på den omgivande terrängen kunde platsen vara försedd med stolpar för kamouflage. På flygplansplatsen fanns en anslutning till baskabelnätet genom vilken föraren i flygplanet kunde få aktuell uppdatering om luftläget via startorder- och uppdragslänken från Luftförsvarscentral, samt även kommunicera med personalen i KC. Flygteknikern var också inkopplad på kommunikationssystemet för att både kommunicera med klargöringsledaren i KC och med föraren i flygplanet.

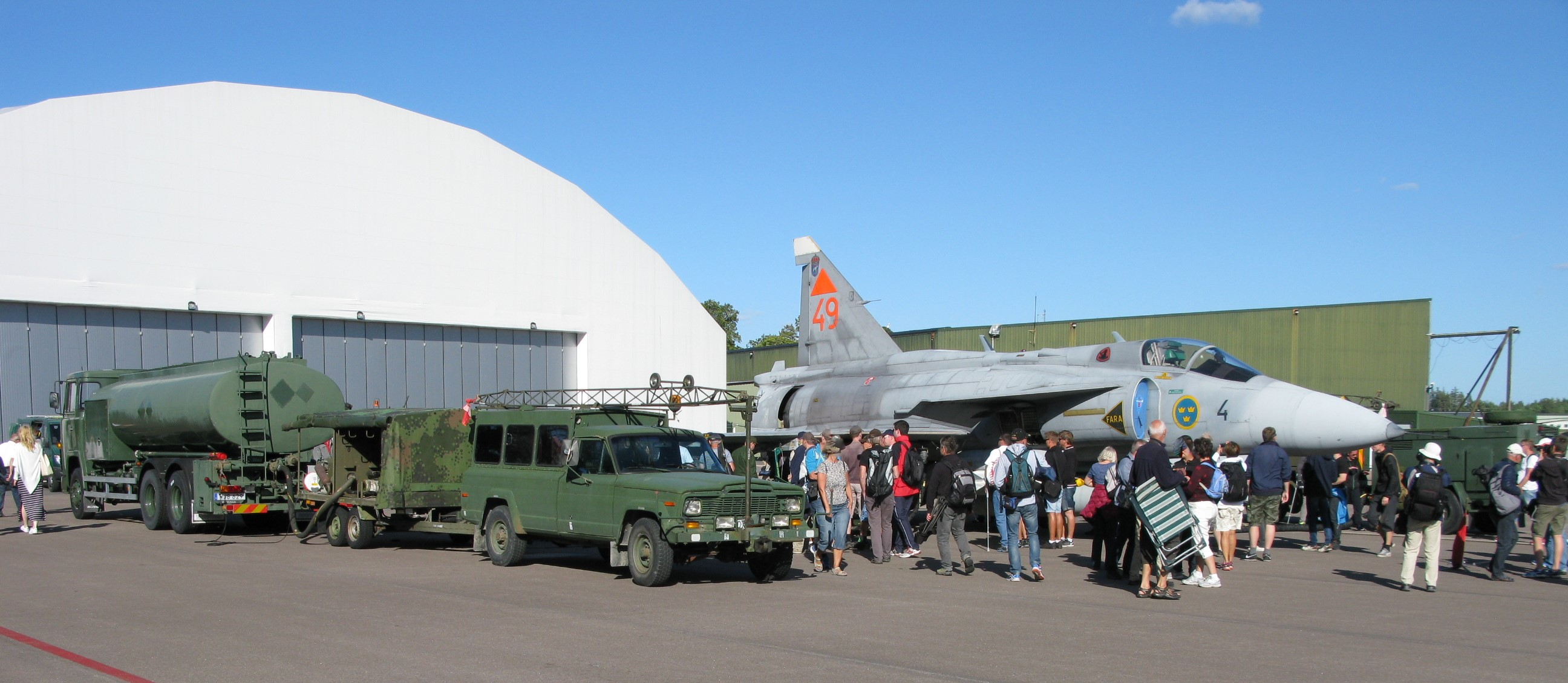
Uppställning av JA 37 Viggen och klargöringsfordon enligt rörlig klargöringsprincip, som Bas 90 byggde på, här under offentlig visning

### Kommandocentralen (KC)
Kommandocentralen vid en huvudbas är ledningsplats för huvudbasen, sidobaserna och reservbaserna. Härifrån leddes den direkta verksamheten vid baserna, såsom: 
- klargöring, beredskap av flygplanen
- flygtrafikledning av startande och landande plan
- basräddning och alarmering
- marktrafikledning och separation av fordon och flygplan inom basområdet.
- spridning och förflyttning av flygplanen
- fälthållning av banor och taxivägar
- rapportering till högre förband och luftförsvarscentraler

I de ursprungliga planerna skulle alla gamla Kommandocentraler från Bas 60 byggas ut och förses med utrymmen för mat och toalett, dock kom endast två centraler att byggas ut. I operationsrummet där verksamheten pågick fanns följande personal:
- Lum = Luformarkör (markerar information om fientligt flyg sänds via radiolufor på lägeskartan)
- Tam = Tablåmarkör (markerar flygplanens status på basen)
- Lvoribef = Officer ur armén (kontaktperson gentemot luftvärnet runt basen)
- FlygTL = Trafikledare som ansvarar för flygverksamheten (start och landning på basen)
- MarkTL = Trafikledare som ansvarar för att samordnar marktrafiken på bansystemet så att fordon och flygplan inte krockar.
- TLbi = Assistent till de båda trafikledarna
- Ledbi = Assistent till klargöringsledaren
- Klargled = Leder klargöringsverksamheten av flygplanen på basen
- VB = Vakthavande befäl som är ansvarig för verksamheten i kommandocentralen
- BivB = Assistent till vakthavande befälet

I angränsande rum i centralen fanns en operatörsplats för landningsradar som betjänas av en flygtrafikledare, en telefonväxel som reserv till huvudväxeln i Bascentralen samt miltexutrustning för samband.

### Bascentralen (BasC)
För den mer övergripande ledningen av basernas och basbataljonens långsiktiga verksamhet byggdes på varje Bas 90 en Bascentral som var en ny fortifikatoriskt skyddad anläggning. Där stationerades den flygande personalen, ledningen för basens skydd och långsiktiga ledning, väderfunktionen och en sambandscentral. Centralen hade egen reservkraft och skydd mot biologiska och kemiska vapen. För planering av flyguppdrag fanns i centralen planeringsdatorer från vilka man kunde överföra planering och kringinformation till Viggen-planen med datastaven, denna kunde även användas till att föra över inspelningar av genomförda uppdrag till utvärderingsdatorer i centralen där uppdragen kunde analyseras.

### Bakre stabsplats
Härifrån ledes personaltjänsten, fältposttjänsten och försvarsinformation.

## Basbataljon 85

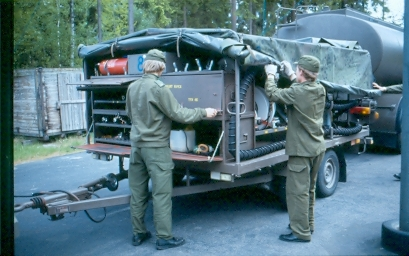
Rörlig klargöring – verktyg och redskap som troppen behövde för klargöringen transporterades på en klargöringskärra

Basbataljon 85 var den typmässiga benämningen på den bataljon som skulle betjäna en flygbas 90 och totalt organiserades cirka 30 bataljoner under 80-talet.
En av huvudförbättringarna i den nya bataljonstypen var ökad rörlighet, vilket innebar att klargöringsförbanden blev motoriserade för att snabbt kunna omgruppera till och mellan basens många och utspridda flygplansplatser. Ammunition, bränsle, verktyg och annan klargöringsmateriel transporterades direkt i fordonen och på släpvagnar. Konceptet kallades rörlig klargöring.
Flygbasjägare infördes också för att förbättra försvarsförmågan mot fientliga marktrupper, särskilt specialförband. Flygbasjägarna patrullerade utanför basens fasta försvarslinjer och skulle aktivt söka upp och bekämpa hot mot basen.

### Bataljonsstab
Ledning av själva basen och bataljonen. De leder bataljonen från Bascentralen.

### Stabskompani
Ledning av flygplan på marken och i luften, bemannar Kommandocentralen.

### Stationskompani
Har hand om underhåll av flygplan och flygplansmateriel samt vapen till flygplanen. De klargör och reparerar flygplanen, och är organiserat i ett antal klargöringstroppar beroende på basens storlek och uppgifter. Klargöringstroppar var fordonsburna och dirigerades av klargöringsledaren till en flygplansplats där man mötte upp ett flygplan som skulle klargöras. En klargöringstropp bestod av 15 man, med 6 fordon av olika slag och 4 släpvagnar. En klargöringstropp gick åt per flygplan.

### Markförsvarskompani
Markförsvarskompaniet hade till uppgift att skydda basbataljonen och flygförbanden. Det bestod av två delar, flygbasjägarpluton/-er och närskyddsplutoner. Närskyddsplutonerna skulle ständigt bevaka bataljonens närområde, de grupperade närmast basen på ett avstånd av 6–8 km. Genom att låta närskyddsgrupper utrustade med hundar patrullera en fast slinga kring basen kunde man snabbt upptäcka om ett specialförband hade passerat slingan och uppta förföljandet. Detta samtidigt som andra enheter beordrades att spärra specialförbandets troligaste väg. Även olika typer av larmminor nyttjades för att i ett tidigt skede upptäcka fientligt inträngande mot basen.
Flygbasjägarna hade till uppgift att patrullera längre ut från basen, cirka 10–20 km. Dessa enheter skulle hindra och försvåra fiendens anfall mot basen. I varje basbataljon fanns en till två flygbasjägarplutoner. Införandet av flygbasjägare som mer aktivt skulle söka upp och slå ut främst specialförband var den stora skillnaden i markförsvaret av basen jämfört med Bas 60. Skälet till att detta gjordes var för att ytterligare markförsvarsenheter behövdes då basområdet hade utökats markant jämfört med Bas 60, och därmed också sårbarheten för främst inträngande specialförband.

### Skyddskompani
Huvuduppgiften var att bistå vid olyckor på basen samt skydda denna vid ett angrepp med ABC-stridsmedel.

### Flygfältsarbetskompani
Skötte underhållet av bansystemet på basen. Även reparations- och röjningsarbeten ingick i uppgifterna.

### Underhållskompani
Svarade för förplägnads-, sjukvårds- samt underhållstjänsten på basen. (ej underhåll av flygplansmateriel)

## Idag
I och med kalla krigets slut avtog utbyggnaden av Bas 90, och var avstannad i mitten av 1990-talet. Försvarsbeslutet 1996 innebar kraftiga neddragningar och nya förutsättningar varför projektet ”Flygbassystem 2000” startades i slutet av 90-talet med målet om införande 2002-2006.
Bas 90 avvecklades helt under 2000-talet och de flesta krigsflygbaser är avmilitariserade och sålda till civila ägare. Ungefär 20 baser hade byggts ut till Bas 90-standard i varierande grad när systemet lades ned.
Under 2010-talet har dock intresset för utspridd basering av stridsflyg kommit tillbaka, beroende på säkerhetsutvecklingen.

## Lista på samtliga utbyggda Bas 90
I samband med att en flygbas anlades, fick den ett tillfälligt anläggningsnummer av Flygförvaltningens byggnadsavdelning, senare Fortifikationsverket. Detta då flygbasens geografiska lokalisering var hemlig. När flygbasen överfördes till Flygvapnet, fick den en ny beteckning till exempel Fält 40. År 1975 numrerades flygbaserna om. Det vill säga istället för att flygbasen benämndes Fält 1 eller C 8, infördes en tvåsiffrig numrering, där till exempel Fält 40 blev krigsflygbas 66. År 1999 gjorde numrering om, där krigsflygbaserna fick en tresiffrig numrering, till exempel krigsflygbas 029 för Hagshult flygbas.
Dock så tappade beteckningssystemet sin betydelse i slutet av 1990-talet, dels på grund av den stora avvecklingen av baserna. Men även när förmågan i omvärlden till satellitövervakning ökade. Genom att beteckningssystemet tappade sin betydelse, började på flygbaserna benämnas efter geografiska namn, som till exempel Fällfors flygbas. Dock så var det fortfarande en straffbar handling att röja basens geografiska läge för obehöriga.
Till en början fokuserades utbyggnaden av Bas 90 till den norra delen av Sverige, eftersom flygvapnet ville utöka baskapaciteten där.
 = Fullt utbyggd
 = Delvis utbyggd
| Anläggningsnummer | Flygfält   | FV-kod-1 | FV-kod 2 | Utbyggnadsår | Antal kortbanor        | Övrigt |
| ----------------- | ---------- | -------- | -------- | ------------ | ---------------------- | --- |
| Anl 102           | Gunnarn    | fält 28  | 60       | 1987         | 3                      | Ägs åter av Fortifikationsverket sedan 2023                                                                                   |
| Anl 103           | Hagshult   | C 18     | 29       | 1983         | 3                      | Fortfarande militärt. |
| Anl 105           | Moholm     | fält 8   | 36       | –            | –                      | Planerad, ej utbyggd. |
| Anl 106           | Hallviken  | fält 27  | –        | –            | –                      | Planerad, ej utbyggd. Äldre flygbas från andra världskriget.                                                                  |
| Anl 109           | Tierp      | fält 14  | 48       | –            | –                      | Planerad, ej utbyggd. |
| Anl 113           | Heden      | fält 32  | 61       | –            | –                      | Planerad, ej utbyggd. |
| Anl 115           | Råda       | fält 20  | 37       | 1990-1991    | 4 (delade med Såtenäs) | Bildade parbas tillsammans med Såtenäs.                                                                                       |
| Anl 119           | Fällfors   | fält 40  | 66       | 1983         | 3                      | Enda flygbas 90 med krigsbergtunnel.                                                                                          |
| Anl 120           | Örebro     | –        | 47       | 1994         | 0                      | Begränsad utbyggnad, inga kortbanor. Civil flygplats.                                                                         |
| Anl 126           | Hasslösa   | fält 6   | 35       | –            | –                      | Planerad, ej utbyggd. Skulle ha blivit en så kallad parbas tillsammans med Lidköping.                                         |
| Anl 130           | Uråsa      | fält 88  | 27       | –            | –                      | Planerad, ej utbyggd. |
| Anl 131           | Lidköping  | fält 21  | 34       | –            | –                      | Planerad, ej utbyggd. Skulle ha blivit en så kallad parbas tillsammans med Hasslösa.                                          |
| Anl 136           | Rommehed   | fält 15  | 44       | 1990         | 2                      | Idag Borlänge flygplats. |
| Anl 143           | Kjula      | fält 56  | 46       | 1987         | 2                      | Idag Eskilstuna flygplats. |
| Anl 147           | Visby      | C 25     | 43       | 1992         | 1                      | Idag Visby flygplats. Detachement till F 17 Kallinge.                                                                         |
| Anl 150           | Optand     | fält 26  | –        | 1991         | 2                      | Ingen huvudbana, enbart två kortbanor.                                                                                        |
| Anl 160           | Vidsel     | fält 42  | 62       | 1989         | 3                      | Del av Robotförsöksplats Norrland.                                                                                            |
| Anl 163           | Sättna     | fält 45  | 58       | –            | –                      | Planerad, ej utbyggd. |
| Anl 166           | Kosta      | fält 87  | 31       | –            | –                      | Planerad, ej utbyggd. |
| Anl 168           | Gällivare  | fält 33  | –        | –            | –                      | Planerad, ej utbyggd. Civil flygplats.                                                                                        |
| Anl 170           | Kubbe      | fält 44  | 57       | 1990         | 3                      | |
| Anl 171           | Åmsele     | fält 41  | 67       | 1985         | 3                      | åter köpt av Fortifikationsverket sedan 13 december 2024 övertas sommaren 2025                                                |
| Anl 172           | Knislinge  | fält 84  | 25       | –            | –                      | Planerad, ej utbyggd. |
| Anl 177           | Byholma    | fält 85  | 26       | 1989         | 2                      | |
| Anl 181           | Färila     | fält 46  | 59       | 1991         | 3                      | |
| Anl 189           | Jokkmokk   | fält 49  | 69       | 1988         | 3                      | Fortfarande militärt. |
| Anl 192           | Mora       | –        | –        | –            | –                      | Planerad, ej utbyggd. Civil flygplats.                                                                                        |
| Anl 202           | Arvidsjaur | –        | –        | 1989         | 0                      | Begränsad utbyggnad, inga kortbanor.                                                                                          |
| Anl 211           | Karlstad   | –        | 53       | 1997         | 0                      | Begränsad utbyggnad, inga kortbanor. Idag Karlstads flygplats.                                                                |
| Anl 301           | Hässlö     | F 1      | 01       | 1991         | 1                      | Begränsad utbyggnad, avser en kortbana på E18 öster om Västerås (idag motorväg). Tidigare F 1 Hässlö. Flygplatsen idag civil. |
| Anl 303           | Malmen     | F 3      | 03       | 1992         | 1                      | Begränsad utbyggnad, en kortbana. Idag Helikopterflottiljen.                                                                  |
| Anl 304           | Frösön     | F 4      | 04       | 1991         | 1                      | Tidigare Jämtlands flygflottilj. Idag Åre Östersund flygplats.                                                                |
| Anl 305           | Ljungbyhed | F 5      | 05       | 1985         | 1                      | Begränsad utbyggnad, en kortbana. Tidigare Krigsflygskolan. Idag civilt flygfält.                                             |
| Anl 306           | Karlsborg  | F 6      | 06       | –            | –                      | Planerad, ej utbyggd. Tidigare Västgöta flygflottilj                                                                          |
| Anl 307           | Såtenäs    | F 7      | 07       | 1990–1991    | 4 (delade med Råda)    | Bildade parbas tillsammans med Råda. Skaraborgs flygflottilj.                                                                 |
| Anl 313           | Bråvalla   | F 13     | 13       | 1981         | 0                      | Begränsad utbyggnad, inga kortbanor. Tidigare Bråvalla flygflottilj.                                                          |
| Anl 315           | Söderhamn  | F 15     | 15       | 1978         | 1                      | Begränsad utbyggnad, enbart en kortbana. Tidigare Hälsinge flygflottilj.                                                      |
| Anl 316           | Uppsala    | F 16     | 16       | ?            | 0                      | Begränsad utbyggnad, inga kortbanor.                                                                                          |
| Anl 321           | Luleå      | F 21     | 21       | 1996         | 1                      | Begränsad utbyggnad, en kortbana. Norrbottens flygflottilj, delvis civilflygplats. Militär förvaltning.                       |